# Joe Reaves
Joe L. Reaves (nacido el 27 de mayo de 1950 en Bolivar, Tennessee) es un exjugador de baloncesto estadounidense que jugó una temporada entre la NBA y la ABA. Con 1,96 metros de estatura, lo hacía en la posición de alero.

## Trayectoria deportiva

### Universidad
Jugó cuatro temporadas con los Wildcats del Bethel College, en las que promedió 18,9 puntos y 13,1 rebotes por partido. Acabó como quinto máximo anotador y segundo reboteador de la historia de su universidad. Es el único jugador de Bethel en llegar a jugar en la NBA.

### Profesional
Fue elegido en la cuadragésimo segunda posición del Draft de la NBA de 1973 por Phoenix Suns, y en la sexta ronda del draft de la ABA por los Carolina Cougars, fichando por los primeros. Allí jugó 7 partidos antes de ser despedido, en los que promedió 2,3 puntos y 1,1 rebotes.
En el mes de diciembre fichó como agente libre por los Memphis Tams, con los que disputó 12 encuentros en los que promedió 5,3 puntos y 3,8 rebotes.

## Estadísticas de su carrera en la NBA

### Temporada regular
| Temporada | Edad | Equipo       | Liga  | Pos. | P  | TIT | MIN  | TC  | TCA | %TC  | 3P  | 3PA | %3P | 2P  | 2PA | %2P  | TL  | TLA | %TL  | R.OF. | R.DEF. | REB | ASIS | ROB | TAP | PER | FP  | PTS |
| 1973-74   | 23   | TOTAL        | TOTAL | SF   | 19 |     | 11.1 | 1.9 | 4.3 | .444 | 0.0 | 0.0 |     | 1.9 | 4.3 | .444 | 0.4 | 0.9 | .471 | 1.0   | 1.8    | 2.8 | 0.4  | 0.1 | 0.5 | 0.9 | 1.5 | 4.2 |
| 1973-74   | 23   | Phoenix Suns | NBA   | SF   | 7  |     | 5.4  | 0.9 | 1.6 | .545 |     |     |     | 0.9 | 1.6 | .545 | 0.6 | 1.6 | .364 | 0.3   | 0.9    | 1.1 | 0.1  | 0.0 | 0.3 |     | 0.9 | 2.3 |
| 1973-74   | 23   | Memphis Tams | ABA   | SF   | 12 |     | 14.3 | 2.5 | 5.8 | .429 | 0.0 | 0.0 |     | 2.5 | 5.8 | .429 | 0.3 | 0.5 | .667 | 1.4   | 2.4    | 3.8 | 0.5  | 0.2 | 0.6 | 1.4 | 1.9 | 5.3 |
| Total     |      |              | TOTAL |      | 19 |     | 11.1 | 1.9 | 4.3 | .444 | 0.0 | 0.0 |     | 1.9 | 4.3 | .444 | 0.4 | 0.9 | .471 | 1.0   | 1.8    | 2.8 | 0.4  | 0.1 | 0.5 | 1.4 | 1.5 | 4.2 |
|           |      |              | ABA   |      | 12 |     | 14.3 | 2.5 | 5.8 | .429 | 0.0 | 0.0 |     | 2.5 | 5.8 | .429 | 0.3 | 0.5 | .667 | 1.4   | 2.4    | 3.8 | 0.5  | 0.2 | 0.6 | 1.4 | 1.9 | 5.3 |
|           |      |              | NBA   |      | 7  |     | 5.4  | 0.9 | 1.6 | .545 |     |     |     | 0.9 | 1.6 | .545 | 0.6 | 1.6 | .364 | 0.3   | 0.9    | 1.1 | 0.1  | 0.0 | 0.3 |     | 0.9 | 2.3 |